# Meredith Gourdine
Meredith Charles "Flash" Gourdine, född den 26 september 1929 i Newark i New Jersey, död den 20 november 1998 i Houston i Texas, var en amerikansk friidrottare, ingenjör och fysiker.
Gourdine tog silver i längdhopp vid olympiska sommarspelen 1952 i Helsingfors.

## Uppväxt
Gourdine växte upp i Brooklyn i New York. Hans far var av arbetarklass och rådde sin son att satsa på studierna för att kunna få ett bättre liv. Gourdine var på high school inte bara duktig i friidrott utan även i simning. Han erbjöds ett stipendium för att simma för University of Michigan, men valde att studera vid Cornell University i stället.

## Karriär
Under sin tid vid Cornell tävlade Gourdine för universitetets idrottsförening Cornell Big Red i kortdistanslöpning, häcklöpning och längdhopp. Det var där han fick smeknamnet Flash.
Gourdine deltog i längdhopp vid OS 1952 i Helsingfors. Han slogs med landsmannen Jerome Biffle om guldet, men fick nöja sig med silverplatsen med ett hopp på 7,53 meter i tredje omgången, fyra centimeter kortare än Biffles bästa hopp, som också kom i tredje omgången. Förhandsfavoriten George Brown, också från USA och rankad etta i världen, hade övertramp i alla sina tre hopp. Bronsmedaljör blev ungraren Ödön Földessy med 7,30 meter. Svensken Cacka Israelsson blev för övrigt sjua med 7,10 meter.
Året efter blev Gourdine amerikansk mästare i längdhopp inomhus med ett hopp på 7,55 meter.

## Yrkesliv
Gourdine tog examen i teknisk fysik (engineering physics) vid Cornell 1953 och tog därefter värvning i USA:s flotta. 1960 blev han filosofie doktor vid California Institute of Technology. Han var en pionjär inom forskningsområdet elektrogasdynamik. Han utarbetade bland annat en teknik för att få bort rök från byggnader och dimma från landningsbanor. Han uppfann även ett system för att kyla ned integrerade kretsar.
Gourdine arbetade bland annat för Jet Propulsion Laboratory. Han grundade ett eget forskningslaboratorium i Livingston i New Jersey, med över 150 anställda. Senare grundade han ett nytt företag i Houston.
Gourdine tillerkändes över 30 patent under sin livstid.
Gourdine valdes 1969 in i styrelsen för Cornell University.

## Död
Gourdine avled den 20 november 1998 i Houston, vid 69 års ålder. Dödsorsaken var komplikationer efter flera strokes. Han led också av diabetes och hade förlorat synen.

## Privatliv
Gourdine var gift två gånger. I första äktenskapet fick han tre döttrar och i det andra en son.

## Personliga rekord
- Längdhopp – 7,81 meter (1951)